# Louise Laroche
Louise Laroche (ur. 2 lipca 1910, zm. 28 stycznia 1998 w Paryżu) – jedna z najdłużej żyjących pasażerek Titanica.
Louise Laroche urodziła się 2 lipca 1910 w Paryżu jako druga córka Josepha Philippe’a Lemercier Laroche i jego żony Juliette Lafargue. W 1909 roku urodziła się jej siostra Simonne Marie Anne Andrée Laroche. Mimo że ojciec Louise miał tytuł inżyniera i był bratankiem ówczesnego prezydenta Haiti jego podróże uniemożliwiły mu znalezienie stałego zatrudnienia. Zamierzał przenieść się z rodziną do rodzinnego Haiti. Rodzina planowała wyprowadzić się pod koniec 1912 roku, ale ze względu na ciążę Juliette, Joseph zaplanował podróż do Stanów Zjednoczonych na pokładzie Titanica.
Louise i jej rodzina weszli na pokład Titanica w Cherbourgu 10 kwietnia 1912 roku. Byli pasażerami drugiej klasy. Po kolizji statku z górą lodową, Joseph obudził Juliette i włożył wszystkie swoje kosztowności do kieszeni. Nie wiadomo dokładnie, do której łodzi ratunkowej Juliette i jej córki weszły – prawdopodobnie była to szalupa nr 14. Joseph zmarł w wodzie – jego ciało nie zostało zidentyfikowane. 15 kwietnia 1912 roku Juliette i jej córki uratował statek RMS Carpathia. Po przybyciu do Nowego Jorku Juliette postanowiła nie kontynuować podróży na Haiti. W maju 1912 roku powróciła wraz z dziećmi do miasta Villejuif we Francji, gdzie urodziła syna, którego nazwała imieniem Joseph, na cześć jego ojca.
W 1995 roku Louise była obecna w Titanic Historical Society, gdzie poświęcono kamień, upamiętniający chwilę, gdy Titanic wypływa z Cherbourga. Louise Laroche zmarła 28 stycznia 1998 roku w wieku 87 lat.